# Anomopterellidae
Anomopterellidae (лат.) — семейство вымерших перепончатокрылых насекомых из надсемейства Evanioidea (Hymenoptera). Иногда рассматривается в качестве подсемейства Anomopterellinae в составе семейства Praeaulacidae. Включают в состав Evanioidea в качестве анцестральной группы. Обнаружены в юрских отложениях Азии (Казахстан, Китай, Монголия).

## Описание
Мелкие наездники: длина от 2,5 до 7,8 мм. Мезонотум с поперечными килями. Передние крылья с широкой костальной областью. Жилка 2r-rs соединяется с птеростигмой апикально; имеются только одна поперечная жилка r-m (3r-m) и две ячейки mcu. Первый метасомальный сегмент базально узкий. Яйцеклад короткий.

## Систематика
Семейство было впервые выделено в 1975 году советским и российским палеоэнтомологом Александром Павловичем Расницыным (ПИН РАН). В 1980 году его статус понизили до подсемейства Anomopterellinae в составе семейства Praeaulacidae, а в 2013 году вернули на уровень отдельного семейства. Anomopterellidae рассматриваются в качестве анцестральной ветви всей группы эваноидных наездников Evanioidea и как сестринская группа к кладе (Aulacidae + (Evaniidae + Gasteruptiidae)).
- Anomopterella Rasnitsyn, 1975
  - Anomopterella ampla, Anomopterella brachystelis, Anomopterella brevis, Anomopterella coalita, Anomopterella divergens, Anomopterella gobi, Anomopterella huangi, Anomopterella mirabilis, Anomopterella ovalis, Anomopterella pygmea
- Choristopterella Li et al. 2013
  - Choristopterella stenocera (Rasnitsyn, 1975) (=Anomopterella stenocera)[4]
- Synaphopterella Li et al. 2013
  - Synaphopterella patula Li et al. 2013